# Corps Borussia Bonn

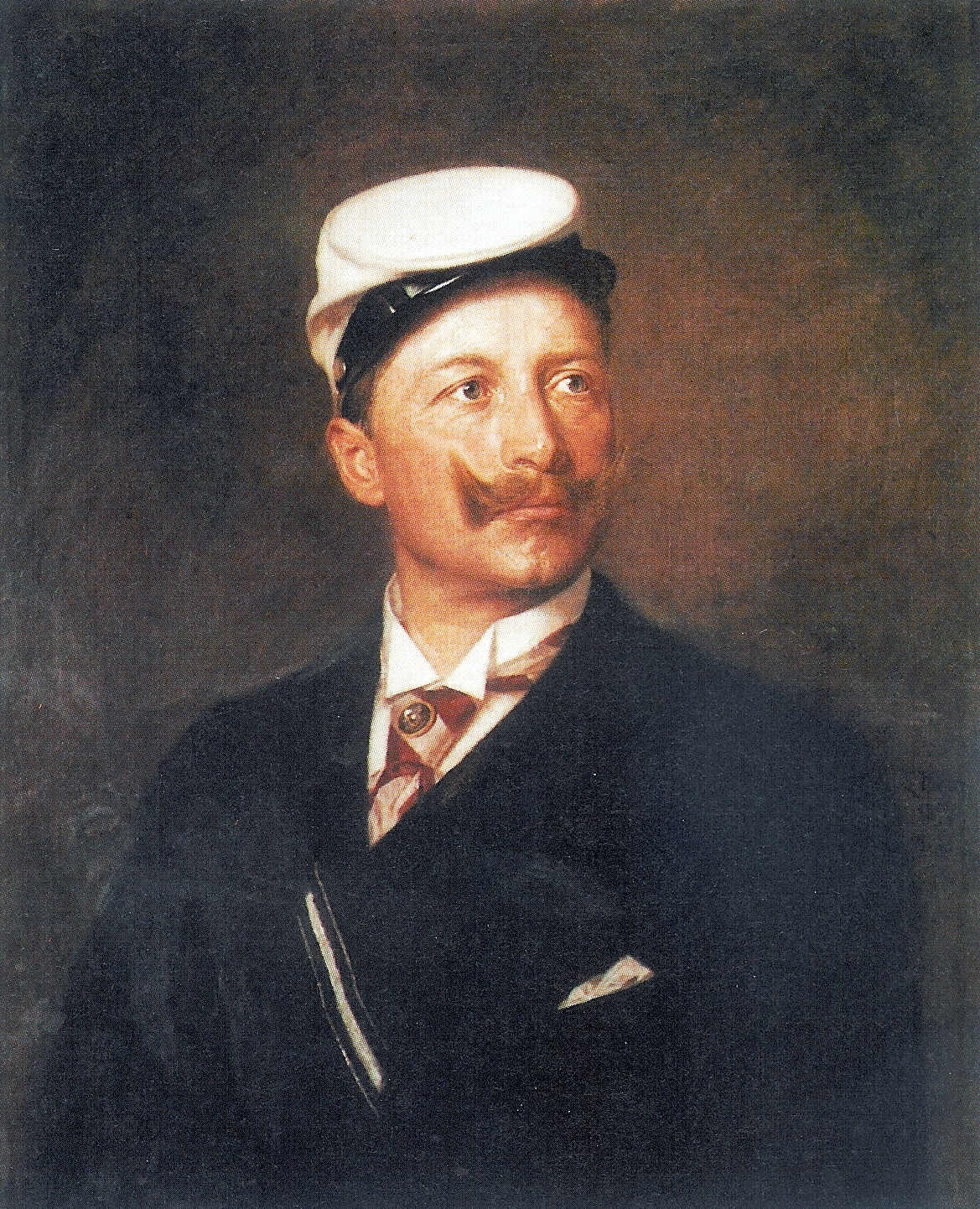
Cesarz Wilhelm II Hohenzollern w barwach Corps Borussia Bonn

Corps Borussia Bonn – niemiecki Corps (korporacja akademicka), założony 21 grudnia 1821 przez studentów Universität Bonn, od 1856 zrzeszony w Kösener Senioren-Convents-Verband (KSCV). Barwy korporacji to "czarny-biały-czarny", natomiast zawołanie: "Virtus fidesque bonorum corona!".
Zrzeszał on studentów i absolwentów Rheinische Friedrich-Wilhelms-Universität w Bonn. Członkowie tego Corps byli nazywani potocznie "Bonner Preußen". Po II wojnie światowej Corps został odtworzony i istnieje do dzisiaj, zrzeszając głównie członków niemieckich rodzin szlacheckich.

## Niektórzy członkowie
- Botho zu Eulenburg (1831-1911)
- Friedrich Johann von Alvensleben (1836-1913)
- August von Dönhoff (1845-1920)
- Herbert von Bismarck (1849-1904)
- Wilhelm von Bismarck (1852-1901)
- Wilhelm II Hohenzollern (1859-1941)
- Heinrich Yorck von Wartenburg (1861-1923)
- Oskar von der Osten-Warnitz (1862-1944)
- Gottlieb von Jagow (1863-1935)
- Friedrich von Berg-Markienen (1866-1939)